# Жидкостный ракетный двигатель замкнутой схемы

ЖРД замкнутой схемы

ЖРД замкнутой схемы (ЖРД закрытого цикла) — жидкостный ракетный двигатель, выполненный по схеме с дожиганием генераторного газа. В ракетном двигателе замкнутой схемы каждый (либо один) из компонентов газифицируется в газогенераторе за счёт сжигания при относительно невысокой температуре с небольшой частью другого компонента, и получаемый горячий газ используется в качестве рабочего тела турбины турбонасосного агрегата (ТНА). Сработавший на турбине генераторный газ затем подаётся в камеру сгорания двигателя, куда также подаётся оставшаяся часть неиспользованного компонента топлива. В камере сгорания завершается сжигание компонентов с созданием реактивной тяги.
В зависимости от того, какой именно компонент газифицируется полностью, различают двигатели закрытой схемы с окислительным генераторным газом (примеры: РД-253, РД-170/171, РД-180, РД-120, НК-33, РД0124 (РД0124А)), с восстановительным генераторным газом (примеры: РД-0120, SSME, РД-857, LE-7/LE-7A) и с полной газификацией компонентов (РД-270, Раптор).

## История
Замкнутая схема ЖРД была впервые предложена А. М. Исаевым в 1949 году. Первый двигатель, созданный по этой схеме, был ЖРД 11Д33 (С1.5400), разработанный бывшим помощником Исаева Мельниковым, который использовался в создаваемых советских ракетах-носителях (РН). Примерно в то же время, в 1959 году, Н. Д. Кузнецов начал работу над ЖРД с замкнутой схемой НК-9 для баллистической ракеты ГР-1 конструкции С. П. Королёва. Кузнецов позже развил эту схему в двигателях НК-15 и НК-33 для неудачной лунной РН Н1 и Н1Ф. Модификацию двигателя НК-33, ЖРД НК-33-1, планируется использовать на центральной ступени РН «Союз-2-3». Первый некриогенный ЖРД закрытой схемы РД-253 на компонентах гептил/N2O4 был разработан В. П. Глушко для РН «Протон» в 1963 году.
После неудачи программы разработки РН Н1 и Н1Ф, Кузнецову было приказано уничтожить технологию разработки ЖРД НК-33, но вместо этого десятки двигателей были законсервированы и помещены на склад. В 1990-х специалисты Аэроджет посетили это предприятие, в ходе которого была достигнута договорённость о демонстрационных испытаниях двигателя в США для подтверждения параметров удельного импульса и других спецификаций. Российский двигатель РД-180, закупаемый компанией Локхид Мартин и позже ULA для РН «Атлас III» и «Атлас V», также использует замкнутую схему с дожиганием генераторного газа, который перенасыщен окислителем.
Первым ЖРД замкнутой схемы на Западе был лабораторный двигатель, созданный в 1963 году немецким инженером Людвигом Бёльковым.
Маршевый двигатель космического челнока RS-25 (SSME) является ещё одним примером ЖРД замкнутой схемы и является первым двигателем данного типа, которые использовали компоненты кислород/водород. Его советским аналогом является РД-0120, использовавшийся в центральном блоке системы РН «Энергия».

## Сравнение с другими схемами
В отличие от двигателей открытой схемы, в двигателе замкнутой схемы генераторный газ после срабатывания на турбине не выбрасывается в окружающую среду, а подаётся в камеру сгорания, участвуя таким образом в создании тяги и повышая эффективность двигателя (удельный импульс).
В двигателе закрытой схемы расход рабочего тела через турбину ТНА существенно выше, чем в двигателе открытой схемы, что делает возможным достижение более высоких давлений в камере сгорания. При этом размеры камеры сгорания уменьшаются, а степень расширения сопла увеличивается, что делает его более эффективным при работе в атмосфере.
Недостатком этой схемы являются тяжёлые условия работы турбины, более сложная система трубопроводов из-за необходимости транспортировки горячего генераторного газа к основной камере сгорания, что имеет большое влияние на общую конструкцию двигателя и усложняет управление его работой.

## Замкнутая схема с полной газификацией компонентов

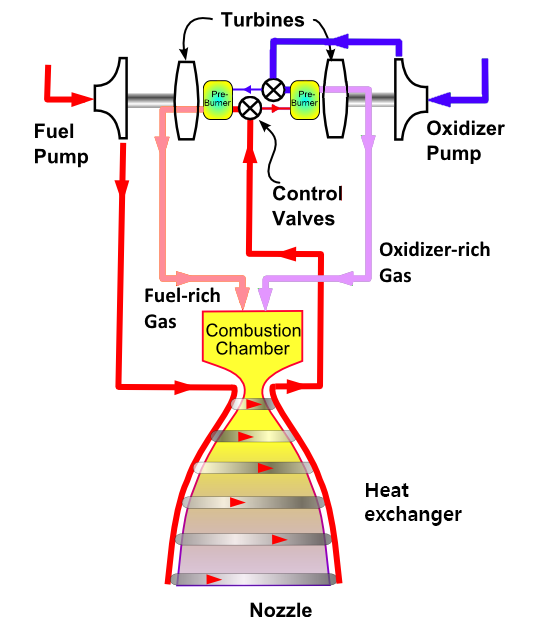
Замкнутая схема с полной газификацией компонентов топлива

Замкнутая схема с полной газификацией компонентов топлива представляет собой разновидность замкнутой схемы, в которой осуществляется газификация всего топлива в двух газогенераторах: в одном небольшая часть горючего сжигается с почти полным расходом окислителя, а в другом — почти полный расход горючего сжигается с оставшейся частью окислителя. Получившиеся генераторные газы используются для привода турбонасосных агрегатов (ТНА).
Большой расход рабочего тела через турбины турбонасосов позволяет получать очень высокие давления в камере сгорания двигателя. При использовании данной схемы турбины могут иметь ме́ньшую рабочую температуру, так как через них проходит бо́льшая масса, что должно привести к более продолжительному функционированию двигателя и его бо́льшей надёжности. Наличие двух газогенераторов позволяет устанавливать топливные и окислительные насосы отдельно друг от друга, что снижает пожароопасность.
Полная газификация компонентов приводит также к более быстрым химическим реакциям сгорания в основной камере, что увеличивает удельный импульс ЖРД данной схемы на 10—20 сек — по сравнению с двигателями других схем. Например, двигатели РД-270 и РД-0244 (маршевый двигатель ДУ 3Д37 БРПЛ Р-29РМ) имеют близкое давление в камере сгорания (26,1/27,5 МПа), но за счет газификации компонентов топлива достигается увеличение эффективности до 7—8 % (302/325 сек).
Сдерживающими факторами развития двигателей этого типа является их бо́льшая стоимость по сравнению с ЖРД других схем, а также допустимые температуры, при которых могут находиться химические компоненты до их сжигания в камере сгорания.

### Проекты двигателей с полной газификацией
В СССР данная схема работы двигателя с полной газификацией компонентов была реализована в ЖРД РД-270 для окислительного и топливного независимых контуров в 1969 году.
Для пары водород/кислород по этой схеме НАСА и ВВС США проводили стендовые испытания «Интегрированного демонстратора силовой насадки».
Компания SpaceX разрабатывает и проводит испытания двигателя Раптор, который использует метан и кислород.